# Auf Messers Schneide (1984)
Auf Messers Schneide ist ein Film von John Byrum aus dem Jahr 1984. Er basiert auf dem Roman Auf Messers Schneide von William Somerset Maugham.
Bereits 1946 entstand unter gleichem Titel eine weitere Verfilmung des Romans.

## Handlung
Geistig zerrüttet von der Erfahrung des Ersten Weltkriegs löst der Amerikaner Larry Darrell nach der Rückkehr in die Heimat seine Verlobung auf, um ein Leben auf Reisen zu beginnen und nach Antworten zu suchen. Schließlich gelangt er nach Indien, wo er zur Erleuchtung findet. Einige Jahre später finden Larry und seine ehemalige Verlobte in Paris wieder zueinander, nachdem sie mit einem anderen Mann verheiratet war. Als Larry eine weitere Beziehung mit einer anderen Frau beginnt, versucht seine ehemalige Verlobte diese Liaison zu zerstören.

## Kritik
„Der bereits 1946 adaptierte Roman von Maugham in einer dekorativ-reizvollen Neuverfilmung. Die innere Odyssee des amerikanischen Kriegsheimkehrers - Ausdruck der Suche nach dem Sinn des Lebens, nach Identität und Erkenntnis - wird als Abenteuer einer gelassenen, mitleidenden, ehrlichen Seele dargestellt, ohne daß die religiöse Dimension voll zur Geltung kommt. Einzige Schwäche des sehr ernsthaft gespielten und inszenierten Films ist die Erzählstruktur, die erst im zweiten Teil innere und äußere Motive zu einem sinnvollen Ganzen zusammenbringt.“

## Hintergründe
Bill Murray verlangte von Columbia Pictures, die Neuverfilmung voranzutreiben, falls er im Film Ghostbusters – Die Geisterjäger auftreten sollte, der zwar nach der Produktion des Remakes gedreht wurde, allerdings früher erschien.